# Torneo Apertura 2018 Liga de Ascenso
El Torneo Apertura 2018 fue el 47.º torneo de la Liga de Ascenso de México, luego del cambio en el formato de competencia, con el que comenzó la temporada 2018-2019. Contó con la participación de 15 equipos.

## Cambios
- Lobos BUAP pagó una cuota de 120 millones de pesos mexicanos y permaneció en la Liga MX.

- Cafetaleros de Tapachula ganó su ascenso a la Liga MX deportivamente, pero no cumplió con los requisitos para jugar en Primera, por lo que se quedó en Segunda y solo recibió un premio económico proveniente de Lobos BUAP.

- Murciélagos descendió a la Segunda División de México.

- Tepatitlán ascendió deportivamente, pero no cumplía con los requisitos para jugar en la categoría de plata. En su lugar, el subcampeón Loros de Colima fue considerado como el equipo ascendido al Ascenso BBVA MX. No obstante, fue rechazado al no ser acreditado, por lo que el número de equipos en la liga de plata se redujo de 16 a 15.

- Coyotes de Tlaxcala perdió su lugar en el Ascenso debido a que las remodelaciones en el Estadio Tlahuicole no se completaron a tiempo. Continuó jugando en Segunda División.

## Sistema de competición
El torneo del Ascenso MX, está conformado en dos partes:
- Fase de calificación: Se integra por las 15 jornadas del torneo.
- Fase final: Se integra por los partidos de cuartos de final, semifinal y final, más conocida como liguilla.

### Fase de clasificación
En la fase de clasificación se observará el sistema de puntos. La ubicación en la tabla general está sujeta a lo siguiente:
- Por juego ganado se obtendrán tres puntos.
- Por juego empatado se obtendrá un punto.
- Por juego perdido no se otorgan puntos.

En esta fase participan los 15 clubes del Ascenso MX jugando en cada torneo todos contra todos durante las 15 jornadas respectivas, a un solo partido.
El orden de los clubes al final de la fase de calificación del torneo corresponderá a la suma de los puntos obtenidos por cada uno de ellos y se presentará en forma descendente. Si al finalizar las 15 jornadas del torneo, dos o más clubes estuviesen empatados en puntos, su posición en la tabla general será determinada atendiendo a los siguientes criterios de desempate:
1. Mejor diferencia entre los goles anotados y recibidos y goles.
2. Mayor número de goles anotados.
3. Marcadores particulares entre los clubes empatados.
4. Mayor número de goles anotados como visitante.
5. Mejor ubicado en la tabla general de cociente
6. Tabla Fair Play
7. Sorteo.

Para determinar los lugares que ocuparán los clubes que participen en la fase final del torneo se tomará como base la tabla general de clasificación.
Participan automáticamente por el título de Campeón de la Liga de Ascenso, los 8 primeros clubes de la tabla general de clasificación al término de las 15 jornadas.

### Fase final
Los ocho clubes calificados para esta fase del torneo serán reubicados de acuerdo con el lugar que ocupen en la tabla General al término de la Jornada 15, con el puesto del número uno al club mejor clasificado, y así hasta el número 8. Los partidos a esta fase se desarrollarán a visita, en las siguientes etapas:
- Cuartos de final
- Semifinales
- Final

Los clubes vencedores en los partidos de cuartos de final y semifinal serán aquellos que en los dos juegos anoten el mayor número de goles. De existir empate en el número de goles anotados, se observará la posición de los clubes en la tabla general de clasificación.
Los partidos correspondientes a la fase final se jugarán obligatoriamente los días miércoles y sábado, y jueves y domingo eligiendo, en su caso, exclusivamente en forma descendente, los cuatro clubes mejor clasificados en la tabla general al término de la Jornada 15, el día y horario de su partido como local. Los siguientes cuatro clubes podrán elegir únicamente el horario.
El club vencedor de la final y por lo tanto Campeón, será aquel que en los dos partidos anote el mayor número de goles. Si al término del tiempo reglamentario el partido está empatado, se agregarán dos tiempos extras de 15 minutos cada uno. De persistir el empate en estos periodos, se procederá a lanzar tiros penales hasta que resulte un vencedor.
Los partidos de cuartos de final se jugarán de la siguiente manera:
En las semifinales participarán los cuatro clubes vencedores de cuartos de final, reubicándolos del uno al cuatro, de acuerdo a su mejor posición en la tabla General de clasificación al término de la Jornada 15 del torneo correspondiente, enfrentándose:
Disputarán el título de Campeón del Torneo de Apertura, los dos clubes vencedores de la fase semifinal correspondiente, reubicándolos del uno al dos, de acuerdo a su mejor posición en la tabla general de clasificación al término de la Jornada 15 de cada Torneo.

## Información de los clubes
| Club             | Entrenador              | Ciudad                           | Estadio                      | Capacidad | Fundación       | Patrocinador    | Kit          |
| ---------------- | ----------------------- | -------------------------------- | ---------------------------- | --------- | --------------- | --------------- | ------------ |
| Atlante          | Gabriel Pereyra         | Cancún, Quintana Roo             | Olímpico Andrés Quintana Roo | 17 289    | 1918 (106 años) | Riviera Maya    | Kappa        |
| Celaya           | Enrique Meza Jr.        | Celaya, Guanajuato               | Miguel Alemán Valdés         | 23 369    | 1954 (71 años)  | Bachoco         | Keuka        |
| Cimarrones       | Héctor Altamirano       | Hermosillo, Sonora               | Héroe de Nacozari            | 18 747    | 2013 (12 años)  | Súper Del Norte | Keuka        |
| Correcaminos UAT | Juan Carlos Chávez      | Ciudad Victoria, Tamaulipas      | Marte R. Gómez               | 11 087    | 1980 (45 años)  | Aeromar         | Pirma        |
| Dorados          | Diego Armando Maradona  | Culiacán, Sinaloa                | Banorte                      | 23 000    | 2003 (22 años)  | Coppel          | Charly       |
| Juárez           | Gabriel Caballero       | Juárez, Chihuahua                | Olímpico Benito Juárez       | 23 500    | 2015 (10 años)  | S-Mart          | Carrara      |
| Leones Negros    | Jorge Dávalos           | Guadalajara, Jalisco             | Jalisco                      | 53 985    | 1970 (55 años)  | Electrolit      | Umbro        |
| Oaxaca           | Ricardo Rayas           | Oaxaca, Oaxaca                   | Tecnológico de Oaxaca        | 17 200    | 2012 (12 años)  | Ópticas América | Keuka        |
| Potros UAEM      | David Rangel            | Toluca, Estado de México         | Alberto "Chivo" Córdoba      | 32 800    | 1970 (55 años)  | OMPP/WOFP       | Kappa        |
| San Luis         | Alfonso Sosa            | San Luis Potosí, San Luis Potosí | Alfonso Lastras              | 30 000    | 2013 (12 años)  | Canel's         | Joma         |
| Tampico Madero   | Miguel de Jesús Fuentes | Tampico Madero, Tamaulipas       | Tamaulipas                   | 19 000    | 1982 (42 años)  | Nexum           | Charly       |
| Tapachula        | Diego de la Torre       | Tapachula, Chiapas               | Olímpico de Tapachula        | 21 018    | 2015 (10 años)  | Chiapas         | Silver Sport |
| Venados          | Joel Sánchez            | Mérida, Yucatán                  | Carlos Iturralde             | 15 000    | 1988 (37 años)  | Tony Roma's     | U-Sports     |
| Zacatecas        | Andrés Carevic          | Zacatecas, Zacatecas             | Carlos Vega Villalba         | 20 737    | 2014 (11 años)  | Telcel          | Pirma        |
| Zacatepec        | Alberto Clark           | Zacatepec, Morelos               | Agustín "Coruco" Díaz        | 24 443    | 1948 (77 años)  | Ultromep        | YIRE         |

Datos actualizados al 6 de septiembre de 2018.

### Cambios de entrenadores
| Equipo                   | Entrenador (jornadas)                                     |
| ------------------------ | --------------------------------------------------------- |
| Cafetaleros de Tapachula | Irving Rubirosa (1 - 6) Diego de la Torre (7 – 15)        |
| Dorados                  | Francisco Ramírez (1 – 7) Diego Armando Maradona (8 - 15) |
| Tampico Madero           | Eduardo Fentanes (1 - 7) Miguel de Jesús Fuentes (8 – 15) |
| Venados                  | Bruno Marioni (1 - 8) Joel Sánchez (9 – 15)               |
| Potros UAEM              | Héctor Hugo Eugui (1 - 11) David Rangel (12 – 15)         |

### Equipos por Entidad Federativa
Para la temporada 2018-19 se contará con 15 equipos. 
| Atlante San Luis Correcaminos Juárez Celaya Venados Tapachula Oaxaca Zacatepec Zacatecas Leones Potros UAEM Tampico Madero Dorados Cimarrones |

| Estado           | N.º | Equipos                           |
| ---------------- | --- | --------------------------------- |
| Tamaulipas       | 2   | Correcaminos UAT y Tampico Madero |
| Chiapas          | 1   | Tapachula                         |
| Chihuahua        | 1   | FC Juárez                         |
| Estado de México | 1   | Potros UAEM                       |
| Guanajuato       | 1   | Celaya                            |
| Jalisco          | 1   | Leones Negros U de G              |
| Morelos          | 1   | Zacatepec                         |
| Oaxaca           | 1   | Oaxaca                            |
| Quintana Roo     | 1   | Atlante                           |
| San Luis Potosí  | 1   | San Luis                          |
| Sinaloa          | 1   | Dorados                           |
| Sonora           | 1   | Cimarrones                        |
| Yucatán          | 1   | Venados                           |
| Zacatecas        | 1   | Mineros                           |

### Estadios
|                                                                                           |                                                                                                  | |
|                                                                                           |                                                                                                  | |
| Estadio Jalisco Ciudad: Guadalajara Capacidad: 55.020 Club: Universidad de Guadalajara    | Estadio Universitario Alberto "Chivo" Córdova Ciudad: Toluca Capacidad: 32.603 Club: Potros UAEM | Estadio Alfonso Lastras Ramírez Ciudad: San Luis Potosí Capacidad: 25.709 Club: Atlético de San Luis |
|                                                                                           |                                                                                                  | |
| Estadio Agustín Coruco Díaz Ciudad: Zacatepec Capacidad: 24.313 Club: Zacatepec           | Estadio Miguel Alemán Valdés Ciudad: Celaya Capacidad: 23.182 Club: Celaya                       | Estadio Carlos Vega Villalba Ciudad: Zacatecas Capacidad: 20.737 Club: Mineros de Zacatecas          |
|                                                                                           |                                                                                                  | |
| Estadio Banorte Ciudad: Culiacán Capacidad: 20.108 Club: Dorados de Sinaloa               | Estadio Olímpico Benito Juárez Ciudad: Ciudad Juárez Capacidad: 19.703 Club: FC Juárez           | Estadio Tamaulipas Ciudad: Tampico, Ciudad Madero Capacidad: 19.667 Club: Tampico Madero             |
|                                                                                           |                                                                                                  | |
| Estadio Héroe de Nacozari Ciudad: Hermosillo Capacidad: 18.747 Club: Cimarrones de Sonora | Estadio Olímpico de Tapachula Ciudad: Tapachula Capacidad: 18.017 Club: Cafetaleros de Tapachula | Estadio Olímpico Andrés Quintana Roo Ciudad: Cancún Capacidad: 17.289 Club: Atlante                  |
|                                                                                           |                                                                                                  | |
| Estadio Carlos Iturralde Rivero Ciudad: Mérida Capacidad: 15.087 Club: Venados            | Estadio Tecnológico de Oaxaca Ciudad: Oaxaca Capacidad:14.598 Club: Alebrijes de Oaxaca          | Estadio Marte R. Gómez Ciudad: Ciudad Victoria Capacidad: 10.520 Club: Correcaminos UAT              |

## Torneo regular
- El Calendario completo según la página oficial.
- Los horarios son correspondientes al Tiempo del Centro de México (UTC-6 y UTC-5 en horario de verano).[1]

| Jornada 1    | Jornada 1 | Jornada 1      | Jornada 1               | Jornada 1     | Jornada 1     | Jornada 1     | Jornada 1     | Jornada 1     | Jornada 1 |
| Local        | Resultado | Visitante      | Estadio                 | Fecha         | Hora          | Espectadores  | Amonestado    | Expulsado     |           |
| ------------ | --------- | -------------- | ----------------------- | ------------- | ------------- | ------------- | ------------- | ------------- | --------- |
| Potros UAEM  | 3 - 1     | Tapachula      | Alberto "Chivo" Córdoba | 20 de julio   | 19:00         | 1 154         | 2             | 0             |           |
| San Luis     | 0 - 0     | Zacatecas      | Alfonso Lastras Ramírez | 20 de julio   | 20:00         | 11 271        | 1             | 0             |           |
| Correcaminos | 2 - 1     | Zacatepec      | Marte R. Gómez          | 20 de julio   | 20:08         | 4 430         | 5             | 1             |           |
| Venados      | 1 - 0     | Tampico Madero | Carlos Iturralde Rivero | 20 de julio   | 21:00         | 4 026         | 6             | 0             |           |
| Cimarrones   | 2 - 1     | Atlante        | Héroe de Nacozari       | 20 de julio   | 22:30         | 6 205         | 4             | 0             |           |
| Celaya       | 1 - 1     | Dorados        | Miguel Alemán Valdés    | 21 de julio   | 19:00         | 3 175         | 2             | 1             |           |
| Juárez       | 1 - 0     | Oaxaca         | Olímpico Benito Juárez  | 21 de julio   | 21:00         | 7 145         | 6             | 0             |           |
| Descanso     | Descanso  | Descanso       | Leones Negros           | Leones Negros | Leones Negros | Leones Negros | Leones Negros | Leones Negros |           |

| Jornada 2      | Jornada 2                                                  | Jornada 2    | Jornada 2              | Jornada 2   | Jornada 2 | Jornada 2    | Jornada 2  | Jornada 2 | Jornada 2 |
| Local          | Resultado                                                  | Visitante    | Estadio                | Fecha       | Hora      | Espectadores | Amonestado | Expulsado |           |
| -------------- | ---------------------------------------------------------- | ------------ | ---------------------- | ----------- | --------- | ------------ | ---------- | --------- | --------- |
| Zacatecas      | 2 - 1                                                      | Celaya       | Carlos Vega Villalba   | 27 de julio | 19:00     | 3 897        | 5          | 0         |           |
| Atlante        | 4 - 1                                                      | Correcaminos | O. Andrés Quintana Roo | 27 de julio | 20:00     | 2 126        | 5          | 0         |           |
| Tampico Madero | 1 - 2                                                      | San Luis     | Tamaulipas             | 27 de julio | 21:00     | 7 461        | 6          | 0         |           |
| Zacatepec      | 3 - 2 Archivado el 30 de julio de 2018 en Wayback Machine. | Venados      | Agustín Coruco Díaz    | 28 de julio | 17:00     | 3 394        | 4          | 2         |           |
| Oaxaca         | 2 - 0 Archivado el 30 de julio de 2018 en Wayback Machine. | Potros UAEM  | Tecnológico de Oaxaca  | 28 de julio | 19:00     | 2 224        | 3          | 0         |           |
| Tapachula      | 2 - 2                                                      | Cimarrones   | Olímpico de Tapachula  | 28 de julio | 19:00     | 4 128        | 9          | 1         |           |
| Leones Negros  | 1 - 2                                                      | Juárez       | Jalisco                | 29 de julio | 12:00     | 5 129        | 6          | 1         |           |
| Descanso       | Descanso                                                   | Descanso     | Dorados                | Dorados     | Dorados   | Dorados      | Dorados    | Dorados   |           |

| Jornada 3    | Jornada 3 | Jornada 3      | Jornada 3               | Jornada 3   | Jornada 3 | Jornada 3    | Jornada 3  | Jornada 3 | Jornada 3 |
| Local        | Resultado | Visitante      | Estadio                 | Fecha       | Hora      | Espectadores | Amonestado | Expulsado |           |
| ------------ | --------- | -------------- | ----------------------- | ----------- | --------- | ------------ | ---------- | --------- | --------- |
| Potros UAEM  | 0 - 0     | Leones Negros  | Alberto "Chivo" Córdoba | 3 de agosto | 19:00     | 1 385        | 2          | 0         |           |
| San Luis     | 1 - 0     | Venados        | Alfonso Lastras Ramírez | 3 de agosto | 20:00     | 10 245       | 6          | 1         |           |
| Correcaminos | 0 - 0     | Tapachula      | Marte R. Gómez          | 3 de agosto | 20:08     | 4 883        | 1          | 0         |           |
| Cimarrones   | 2 - 1     | Oaxaca         | Héroe de Nacozari       | 3 de agosto | 22:30     | 5 841        | 4          | 1         |           |
| Zacatepec    | 1 - 3     | Atlante        | Agustín Coruco Díaz     | 4 de agosto | 17:00     | 5 158        | 4          | 0         |           |
| Celaya       | 0 - 1     | Tampico Madero | Miguel Alemán Valdés    | 4 de agosto | 19:00     | 2 636        | 5          | 0         |           |
| Juárez       | 3 - 0     | Dorados        | Olímpico Benito Juárez  | 4 de agosto | 20:00     | 9 674        | 3          | 0         |           |
| Descanso     | Descanso  | Descanso       | Zacatecas               | Zacatecas   | Zacatecas | Zacatecas    | Zacatecas  | Zacatecas |           |

| Jornada 4     | Jornada 4 | Jornada 4    | Jornada 4               | Jornada 4      | Jornada 4      | Jornada 4      | Jornada 4      | Jornada 4      | Jornada 4 |
| Local         | Resultado | Visitante    | Estadio                 | Fecha          | Hora           | Espectadores   | Amonestado     | Expulsado      |           |
| ------------- | --------- | ------------ | ----------------------- | -------------- | -------------- | -------------- | -------------- | -------------- | --------- |
| Zacatecas     | 1 - 1     | Juárez       | Carlos Vega Villalba    | 10 de agosto   | 19:00          | 5 346          | 3              | 0              |           |
| San Luis      | 0 - 0     | Zacatepec    | Alfonso Lastras Ramírez | 10 de agosto   | 20:00          | 9 370          | 4              | 0              |           |
| Venados       | 1 - 1     | Celaya       | Carlos Iturralde Rivero | 10 de agosto   | 20:30          | 2 095          | 2              | 0              |           |
| Oaxaca        | 3 - 2     | Correcaminos | Tecnológico de Oaxaca   | 11 de agosto   | 19:00          | 1 071          | 7              | 0              |           |
| Tapachula     | 1 - 2     | Atlante      | Olímpico de Tapachula   | 11 de agosto   | 19:00          | 10 127         | 4              | 0              |           |
| Dorados       | 0 - 1     | Potros UAEM  | Banorte                 | 11 de agosto   | 21:00          | 5 173          | 3              | 0              |           |
| Leones Negros | 2 - 3     | Cimarrones   | Jalisco                 | 12 de agosto   | 12:00          | 4 530          | 4              | 1              |           |
| Descanso      | Descanso  | Descanso     | Tampico Madero          | Tampico Madero | Tampico Madero | Tampico Madero | Tampico Madero | Tampico Madero |           |

| Jornada 5    | Jornada 5 | Jornada 5      | Jornada 5               | Jornada 5    | Jornada 5 | Jornada 5    | Jornada 5  | Jornada 5 | Jornada 5 |
| Local        | Resultado | Visitante      | Estadio                 | Fecha        | Hora      | Espectadores | Amonestado | Expulsado |           |
| ------------ | --------- | -------------- | ----------------------- | ------------ | --------- | ------------ | ---------- | --------- | --------- |
| Potros UAEM  | 0 - 1     | Zacatecas      | Alberto "Chivo" Córdoba | 17 de agosto | 19:00     | 4 124        | 3          | 0         |           |
| Atlante      | 2 - 1     | Oaxaca         | O. Andrés Quintana Roo  | 17 de agosto | 20:00     | 2 210        | 3          | 0         |           |
| Correcaminos | 2 - 1     | Leones Negros  | Marte R. Gómez          | 17 de agosto | 20:08     | 4 031        | 4          | 0         |           |
| Cimarrones   | 1 - 1     | Dorados        | Héroe de Nacozari       | 17 de agosto | 22:30     | 2 859        | 6          | 1         |           |
| Zacatepec    | 4 - 2     | Tapachula      | Agustín Coruco Díaz     | 18 de agosto | 17:00     | 2 437        | 4          | 0         |           |
| Celaya       | 0 - 4     | San Luis       | Miguel Alemán Valdés    | 18 de agosto | 19:00     | 3 312        | 4          | 0         |           |
| Juárez       | 0 - 0     | Tampico Madero | Olímpico Benito Juárez  | 18 de agosto | 21:00     | 9 363        | 6          | 1         |           |
| Descanso     | Descanso  | Descanso       | Venados                 | Venados      | Venados   | Venados      | Venados    | Venados   |           |

| Jornada 6      | Jornada 6 | Jornada 6    | Jornada 6               | Jornada 6    | Jornada 6 | Jornada 6    | Jornada 6  | Jornada 6 | Jornada 6 |
| Local          | Resultado | Visitante    | Estadio                 | Fecha        | Hora      | Espectadores | Amonestado | Expulsado |           |
| -------------- | --------- | ------------ | ----------------------- | ------------ | --------- | ------------ | ---------- | --------- | --------- |
| Zacatecas      | 2 - 1     | Cimarrones   | Carlos Vega Villalba    | 24 de agosto | 19:00     | 4 869        | 5          | 0         |           |
| Venados        | 1 - 3     | Juárez       | Carlos Iturralde Rivero | 24 de agosto | 21:00     | 2 527        | 6          | 2         |           |
| Celaya         | 1 - 1     | Zacatepec    | Miguel Alemán Valdés    | 25 de agosto | 19:00     | 1 726        | 2          | 0         |           |
| Oaxaca         | 1 - 1     | Tapachula    | Tecnológico de Oaxaca   | 25 de agosto | 19:00     | 1 507        | 4          | 2         |           |
| Dorados        | 0 - 0     | Correcaminos | Banorte                 | 25 de agosto | 21:00     | 3 243        | 5          | 0         |           |
| Leones Negros  | 2 - 3     | Atlante      | Jalisco                 | 26 de agosto | 12:00     | 5 248        | 5          | 1         |           |
| Tampico Madero | 0 - 0     | Potros UAEM  | Tamaulipas              | 26 de agosto | 18:45     | 5 269        | 2          | 0         |           |
| Descanso       | Descanso  | Descanso     | San Luis                | San Luis     | San Luis  | San Luis     | San Luis   | San Luis  |           |

| Jornada 7    | Jornada 7 | Jornada 7      | Jornada 7               | Jornada 7       | Jornada 7 | Jornada 7    | Jornada 7  | Jornada 7 | Jornada 7 |
| Local        | Resultado | Visitante      | Estadio                 | Fecha           | Hora      | Espectadores | Amonestado | Expulsado |           |
| ------------ | --------- | -------------- | ----------------------- | --------------- | --------- | ------------ | ---------- | --------- | --------- |
| Potros UAEM  | 0 - 0     | Venados        | Alberto "Chivo" Córdoba | 31 de agosto    | 19:00     | 2 597        | 4          | 2         |           |
| Atlante      | 1 - 0     | Dorados        | O. Andrés Quintana Roo  | 31 de agosto    | 20:00     | 3 664        | 9          | 0         |           |
| Correcaminos | 1 - 2     | Zacatecas      | Marte R. Gómez          | 31 de agosto    | 20:08     | 4 376        | 3          | 0         |           |
| Cimarrones   | 2 - 1     | Tampico Madero | Héroe de Nacozari       | 31 de agosto    | 22:30     | 4 121        | 3          | 0         |           |
| Zacatepec    | 0 - 0     | Oaxaca         | Agustín Coruco Díaz     | 1 de septiembre | 17:00     | 2 392        | 1          | 0         |           |
| Tapachula    | 0 - 3     | Leones Negros  | Olímpico de Tapachula   | 1 de septiembre | 19:00     | 2 890        | 4          | 2         |           |
| Juárez       | 1 - 0     | San Luis       | Olímpico Benito Juárez  | 1 de septiembre | 20:00     | 7 822        | 7          | 1         |           |
| Descanso     | Descanso  | Descanso       | Celaya                  | Celaya          | Celaya    | Celaya       | Celaya     | Celaya    |           |

| Jornada 8      | Jornada 8 | Jornada 8    | Jornada 8               | Jornada 8        | Jornada 8 | Jornada 8    | Jornada 8  | Jornada 8 | Jornada 8 |
| Local          | Resultado | Visitante    | Estadio                 | Fecha            | Hora      | Espectadores | Amonestado | Expulsado |           |
| -------------- | --------- | ------------ | ----------------------- | ---------------- | --------- | ------------ | ---------- | --------- | --------- |
| Tampico Madero | 1 - 2     | Correcaminos | Tamaulipas              | 14 de septiembre | 19:00     | 10 200       | 8          | 0         |           |
| San Luis       | 1 - 2     | Potros UAEM  | Alfonso Lastras Ramírez | 14 de septiembre | 20:00     | 5 610        | 4          | 2         |           |
| Leones Negros  | 1 - 1     | Oaxaca       | Jalisco                 | 14 de septiembre | 20:00     | 4 437        | 5          | 0         |           |
| Venados        | 1 - 2     | Cimarrones   | Carlos Iturralde Rivero | 14 de septiembre | 21:00     | 1 876        | 8          | 0         |           |
| Zacatecas      | 3 - 1     | Atlante      | Carlos Vega Villalba    | 15 de septiembre | 16:00     | 3 865        | 7          | 1         |           |
| Celaya         | 0 - 2     | Juárez       | Miguel Alemán Valdés    | 15 de septiembre | 19:00     | 1 231        | 4          | 0         |           |
| Dorados        | 4 - 1     | Tapachula    | Banorte                 | 17 de septiembre | 21:00     | 10 133       | 4          | 1         |           |
| Descanso       | Descanso  | Descanso     | Zacatepec               | Zacatepec        | Zacatepec | Zacatepec    | Zacatepec  | Zacatepec |           |

| Jornada 9    | Jornada 9 | Jornada 9      | Jornada 9               | Jornada 9        | Jornada 9 | Jornada 9    | Jornada 9  | Jornada 9 | Jornada 9 |
| Local        | Resultado | Visitante      | Estadio                 | Fecha            | Hora      | Espectadores | Amonestado | Expulsado |           |
| ------------ | --------- | -------------- | ----------------------- | ---------------- | --------- | ------------ | ---------- | --------- | --------- |
| Potros UAEM  | 1 - 1     | Celaya         | Alberto "Chivo" Córdoba | 21 de septiembre | 19:00     | 2 131        | 6          | 0         |           |
| Atlante      | 2 - 1     | Tampico Madero | O. Andrés Quintana Roo  | 21 de septiembre | 20:00     | 2 910        | 12         | 1         |           |
| Correcaminos | 0 - 1     | Venados        | Marte R. Gómez          | 21 de septiembre | 20:08     | 3 757        | 4          | 0         |           |
| Cimarrones   | 1 - 1     | San Luis       | Héroe de Nacozari       | 21 de septiembre | 22:30     | 4 028        | 2          | 0         |           |
| Zacatepec    | 0 - 1     | Leones Negros  | Agustín Coruco Díaz     | 22 de septiembre | 17:00     | 2 938        | 6          | 0         |           |
| Tapachula    | 0 - 1     | Zacatecas      | Olímpico de Tapachula   | 22 de septiembre | 19:00     | 3 220        | 5          | 0         |           |
| Oaxaca       | 1 - 0     | Dorados        | Tecnológico de Oaxaca   | 22 de septiembre | 19:00     | 8 220        | 1          | 0         |           |
| Descanso     | Descanso  | Descanso       | Juárez                  | Juárez           | Juárez    | Juárez       | Juárez     | Juárez    |           |

| Jornada 10     | Jornada 10 | Jornada 10    | Jornada 10              | Jornada 10       | Jornada 10  | Jornada 10   | Jornada 10  | Jornada 10  | Jornada 10 |
| Local          | Resultado  | Visitante     | Estadio                 | Fecha            | Hora        | Espectadores | Amonestado  | Expulsado   |            |
| -------------- | ---------- | ------------- | ----------------------- | ---------------- | ----------- | ------------ | ----------- | ----------- | ---------- |
| San Luis       | 1 - 0      | Correcaminos  | Alfonso Lastras Ramírez | 28 de septiembre | 20:00       | 10 124       | 6           | 0           |            |
| Venados        | 1 - 2      | Atlante       | Carlos Iturralde Rivero | 28 de septiembre | 20:30       | 3 093        | 6           | 0           |            |
| Zacatecas      | 2 - 1      | Oaxaca        | Carlos Vega Villalba    | 29 de septiembre | 16:00       | 3 557        | 5           | 0           |            |
| Celaya         | 2 - 3      | Cimarrones    | Miguel Alemán Valdés    | 29 de septiembre | 19:00       | 6 920        | 7           | 0           |            |
| Dorados        | 2 - 0      | Leones Negros | Banorte                 | 29 de septiembre | 19:00       | 8 103        | 2           | 1           |            |
| Juárez         | 2 - 1      | Zacatepec     | Olímpico Benito Juárez  | 29 de septiembre | 21:00       | 8 342        | 2           | 0           |            |
| Tampico Madero | 0 - 2      | Tapachula     | Tamaulipas              | 30 de septiembre | 18:45       | 3 153        | 2           | 0           |            |
| Descanso       | Descanso   | Descanso      | Potros UAEM             | Potros UAEM      | Potros UAEM | Potros UAEM  | Potros UAEM | Potros UAEM |            |

| Jornada 11    | Jornada 11 | Jornada 11     | Jornada 11              | Jornada 11   | Jornada 11 | Jornada 11   | Jornada 11 | Jornada 11 | Jornada 11 |
| Local         | Resultado  | Visitante      | Estadio                 | Fecha        | Hora       | Espectadores | Amonestado | Expulsado  |            |
| ------------- | ---------- | -------------- | ----------------------- | ------------ | ---------- | ------------ | ---------- | ---------- | ---------- |
| Potros UAEM   | 0 - 1      | Juárez         | Alberto "Chivo" Córdoba | 5 de octubre | 19:00      | 3 143        | 6          | 0          |            |
| Atlante       | 2 - 3      | San Luis       | O. Andrés Quintana Roo  | 5 de octubre | 20:00      | 4 907        | 6          | 1          |            |
| Correcaminos  | 1 - 1      | Celaya         | Marte R. Gómez          | 5 de octubre | 20:08      | 3 146        | 5          | 0          |            |
| Zacatepec     | 0 - 1      | Dorados        | Agustín Coruco Díaz     | 6 de octubre | 17:00      | 8 551        | 4          | 0          |            |
| Tapachula     | 3 - 2      | Venados        | Olímpico de Tapachula   | 6 de octubre | 19:00      | 2 141        | 6          | 1          |            |
| Oaxaca        | 2 - 0      | Tampico Madero | Tecnológico de Oaxaca   | 6 de octubre | 19:00      | 1 457        | 4          | 1          |            |
| Leones Negros | 3 - 2      | Zacatecas      | Jalisco                 | 7 de octubre | 12:00      | 4 678        | 6          | 1          |            |
| Descanso      | Descanso   | Descanso       | Cimarrones              | Cimarrones   | Cimarrones | Cimarrones   | Cimarrones | Cimarrones |            |

| Jornada 12     | Jornada 12 | Jornada 12    | Jornada 12              | Jornada 12    | Jornada 12   | Jornada 12   | Jornada 12   | Jornada 12   | Jornada 12 |
| Local          | Resultado  | Visitante     | Estadio                 | Fecha         | Hora         | Espectadores | Amonestado   | Expulsado    |            |
| -------------- | ---------- | ------------- | ----------------------- | ------------- | ------------ | ------------ | ------------ | ------------ | ---------- |
| Potros UAEM    | 0 - 1      | Zacatepec     | Alberto "Chivo" Córdoba | 19 de octubre | 19:00        | 2 483        | 2            | 0            |            |
| San Luis       | 3 - 1      | Tapachula     | Alfonso Lastras Ramírez | 19 de octubre | 20:00        | 7 497        | 2            | 0            |            |
| Venados        | 1 - 1      | Oaxaca        | Carlos Iturralde Rivero | 19 de octubre | 21:00        | 3 869        | 4            | 0            |            |
| Tampico Madero | 4 - 1      | Leones Negros | Tamaulipas              | 19 de octubre | 21:00        | 3 264        | 5            | 0            |            |
| Zacatecas      | 2 - 3      | Dorados       | Carlos Vega Villalba    | 20 de octubre | 16:00        | 10 124       | 6            | 0            |            |
| Celaya         | 1 - 0      | Atlante       | Miguel Alemán Valdés    | 20 de octubre | 19:00        | 1 300        | 7            | 3            |            |
| Juárez         | 3 - 0      | Cimarrones    | Olímpico Benito Juárez  | 20 de octubre | 21:00        | 6 952        | 5            | 0            |            |
| Descanso       | Descanso   | Descanso      | Correcaminos            | Correcaminos  | Correcaminos | Correcaminos | Correcaminos | Correcaminos |            |

| Jornada 13    | Jornada 13 | Jornada 13     | Jornada 13            | Jornada 13    | Jornada 13 | Jornada 13   | Jornada 13 | Jornada 13 | Jornada 13 |
| Local         | Resultado  | Visitante      | Estadio               | Fecha         | Hora       | Espectadores | Amonestado | Expulsado  |            |
| ------------- | ---------- | -------------- | --------------------- | ------------- | ---------- | ------------ | ---------- | ---------- | ---------- |
| Oaxaca        | 1 - 0      | San Luis       | Tecnológico de Oaxaca | 26 de octubre | 20:00      | 2 624        | 3          | 0          |            |
| Correcaminos  | 1 - 2      | Juárez         | Marte R. Gómez        | 26 de octubre | 20:08      | 1 297        | 2          | 0          |            |
| Cimarrones    | 0 - 0      | Potros UAEM    | Héroe de Nacozari     | 26 de octubre | 22:30      | 3 120        | 3          | 0          |            |
| Zacatepec     | 2 - 3      | Zacatecas      | Agustín Coruco Díaz   | 27 de octubre | 17:00      | 2 195        | 4          | 0          |            |
| Tapachula     | 2 - 0      | Celaya         | Olímpico de Tapachula | 27 de octubre | 19:00      | 1 322        | 3          | 0          |            |
| Dorados       | 2 - 1      | Tampico Madero | Banorte               | 27 de octubre | 21:00      | 8 223        | 6          | 0          |            |
| Leones Negros | 3 - 0      | Venados        | Jalisco               | 28 de octubre | 12:00      | 4 011        | 5          | 2          |            |
| Descanso      | Descanso   | Descanso       | Atlante               | Atlante       | Atlante    | Atlante      | Atlante    | Atlante    |            |

| Jornada 14     | Jornada 14 | Jornada 14    | Jornada 14              | Jornada 14     | Jornada 14 | Jornada 14   | Jornada 14 | Jornada 14 | Jornada 14 |
| Local          | Resultado  | Visitante     | Estadio                 | Fecha          | Hora       | Espectadores | Amonestado | Expulsado  |            |
| -------------- | ---------- | ------------- | ----------------------- | -------------- | ---------- | ------------ | ---------- | ---------- | ---------- |
| Potros UAEM    | 2 - 1      | Correcaminos  | Alberto "Chivo" Córdoba | 2 de noviembre | 19:00      | 2 144        | 4          | 0          |            |
| San Luis       | 0 - 0      | Leones Negros | Alfonso Lastras Ramírez | 2 de noviembre | 20:00      | 9 068        | 5          | 0          |            |
| Venados        | 0 - 1      | Dorados       | Carlos Iturralde Rivero | 2 de noviembre | 21:00      | 9 754        | 2          | 0          |            |
| Cimarrones     | 2 - 0      | Zacatepec     | Héroe de Nacozari       | 2 de noviembre | 21:30      | 3 046        | 6          | 1          |            |
| Celaya         | 1 - 2      | Oaxaca        | Miguel Alemán Valdés    | 3 de noviembre | 19:00      | 886          | 5          | 0          |            |
| Juárez         | 2 - 3      | Atlante       | Olímpico Benito Juárez  | 3 de noviembre | 20:00      | 11 314       | 6          | 1          |            |
| Tampico Madero | 0 - 3      | Zacatecas     | Tamaulipas              | 4 de noviembre | 18:45      | 3 171        | 4          | 2          |            |
| Descanso       | Descanso   | Descanso      | Tapachula               | Tapachula      | Tapachula  | Tapachula    | Tapachula  | Tapachula  |            |

| Jornada 15    | Jornada 15 | Jornada 15     | Jornada 15             | Jornada 15      | Jornada 15 | Jornada 15   | Jornada 15 | Jornada 15 | Jornada 15 |
| Local         | Resultado  | Visitante      | Estadio                | Fecha           | Hora       | Espectadores | Amonestado | Expulsado  |            |
| ------------- | ---------- | -------------- | ---------------------- | --------------- | ---------- | ------------ | ---------- | ---------- | ---------- |
| Zacatecas     | 3 - 1      | Venados        | Carlos Vega Villalba   | 9 de noviembre  | 19:00      | 3 675        | 7          | 0          |            |
| Atlante       | 1 - 0      | Potros UAEM    | O. Andrés Quintana Roo | 9 de noviembre  | 20:00      | 4 709        | 3          | 1          |            |
| Correcaminos  | 1 - 0      | Cimarrones     | Marte R. Gómez         | 9 de noviembre  | 20:08      | 2 424        | 5          | 0          |            |
| Zacatepec     | 1 - 1      | Tampico Madero | Agustín Coruco Díaz    | 10 de noviembre | 17:00      | 1 612        | 4          | 0          |            |
| Tapachula     | 2 - 3      | Juárez         | Olímpico de Tapachula  | 10 de noviembre | 19:00      | 2 817        | 1          | 0          |            |
| Dorados       | 1 - 1      | San Luis       | Banorte                | 10 de noviembre | 21:00      | 9 873        | 7          | 1          |            |
| Leones Negros | 4 - 1      | Celaya         | Jalisco                | 11 de noviembre | 12:00      | 10 114       | 3          | 0          |            |
| Descanso      | Descanso   | Descanso       | Oaxaca                 | Oaxaca          | Oaxaca     | Oaxaca       | Oaxaca     | Oaxaca     |            |

## Tabla general
| Pos. | Equipo                    | Pts. | PJ | G  | E | P | GF | GC | Dif. | Clasificación                   |
| ---- | ------------------------- | ---- | -- | -- | - | - | -- | -- | ---- | ------------------------------- |
| 1    | Juárez*                   | 35   | 14 | 11 | 2 | 1 | 26 | 10 | +16  | Cuartos de final de la liguilla |
| 2    | Mineros de Zacatecas*     | 32   | 14 | 10 | 2 | 2 | 27 | 15 | +12  | Cuartos de final de la liguilla |
| 3    | Atlante*                  | 30   | 14 | 10 | 0 | 4 | 27 | 19 | +8   | Cuartos de final de la liguilla |
| 4    | Cimarrones*               | 25   | 14 | 7  | 4 | 3 | 21 | 18 | +3   | Cuartos de final de la liguilla |
| 5    | Atlético de San Luis* (C) | 23   | 14 | 6  | 5 | 3 | 17 | 10 | +7   | Cuartos de final de la liguilla |
| 6    | Oaxaca*                   | 22   | 14 | 6  | 4 | 4 | 17 | 13 | +4   | Cuartos de final de la liguilla |
| 7    | Dorados*                  | 22   | 14 | 6  | 4 | 4 | 16 | 13 | +3   | Cuartos de final de la liguilla |
| 8    | Leones Negros*            | 18   | 14 | 5  | 3 | 6 | 22 | 20 | +2   | Cuartos de final de la liguilla |
| 9    | Potros UAEM               | 17   | 14 | 4  | 5 | 5 | 9  | 10 | −1   |                                 |
| 10   | Correcaminos UAT          | 15   | 14 | 4  | 3 | 7 | 14 | 19 | −5   |                                 |
| 11   | Zacatepec                 | 13   | 14 | 3  | 4 | 7 | 15 | 20 | −5   |                                 |
| 12   | Cafetaleros de Tapachula  | 12   | 14 | 3  | 3 | 8 | 18 | 28 | −10  |                                 |
| 13   | Tampico Madero            | 9    | 14 | 2  | 3 | 9 | 11 | 20 | −9   |                                 |
| 14   | Venados                   | 9    | 14 | 2  | 3 | 9 | 12 | 23 | −11  |                                 |
| 15   | Celaya                    | 8    | 14 | 1  | 5 | 8 | 11 | 25 | −14  |                                 |

 Fuente: [cita requerida]
- (*) Equipos certificados para ascender.

### Evolución de la Clasificación
Fecha de actualización: 11 de noviembre de 2018
| Equipo / Jornada | 01 | 02 | 03 | 04 | 05 | 06 | 07 | 08 | 09 | 10 | 11 | 12 | 13 | 14 | 15 |
| ---------------- | -- | -- | -- | -- | -- | -- | -- | -- | -- | -- | -- | -- | -- | -- | -- |
| Juárez           | 4  | 1  | 1  | 1  | 3  | 2  | 2  | 1  | 2  | 2  | 1  | 1  | 1  | 1  | 1  |
| Zacatecas        | 8  | 4  | 5  | 7  | 5  | 4  | 3  | 3  | 3  | 3  | 3  | 3  | 2  | 2  | 2  |
| Atlante          | 12 | 5  | 4  | 3  | 1  | 1  | 1  | 2  | 1  | 1  | 2  | 2  | 3  | 3  | 3  |
| Cimarrones       | 3  | 2  | 2  | 2  | 4  | 5  | 4  | 4  | 4  | 4  | 4  | 5  | 4  | 4  | 4  |
| San Luis         | 9  | 3  | 3  | 4  | 2  | 3  | 5  | 6  | 6  | 5  | 5  | 4  | 5  | 5  | 5  |
| Oaxaca           | 13 | 6  | 8  | 6  | 9  | 9  | 8  | 9  | 7  | 7  | 6  | 6  | 6  | 6  | 6  |
| Dorados          | 6  | 11 | 15 | 15 | 12 | 12 | 13 | 10 | 12 | 9  | 8  | 7  | 7  | 7  | 7  |
| Leones Negros    | 10 | 14 | 13 | 14 | 15 | 15 | 12 | 11 | 10 | 11 | 10 | 11 | 8  | 9  | 8  |
| Potros UAEM      | 1  | 9  | 6  | 5  | 7  | 7  | 7  | 5  | 5  | 6  | 7  | 8  | 9  | 8  | 9  |
| Correcaminos     | 2  | 10 | 7  | 10 | 8  | 8  | 9  | 7  | 8  | 8  | 9  | 10 | 11 | 11 | 10 |
| Zacatepec        | 11 | 7  | 11 | 9  | 6  | 6  | 6  | 8  | 9  | 10 | 11 | 9  | 10 | 10 | 11 |
| Tapachula        | 15 | 13 | 12 | 12 | 13 | 13 | 15 | 15 | 15 | 13 | 12 | 13 | 12 | 12 | 12 |
| Tampico Madero   | 14 | 15 | 10 | 11 | 11 | 10 | 10 | 12 | 13 | 14 | 14 | 14 | 14 | 14 | 13 |
| Venados          | 5  | 8  | 9  | 8  | 10 | 11 | 11 | 13 | 11 | 12 | 13 | 12 | 13 | 13 | 14 |
| Celaya           | 7  | 12 | 14 | 12 | 13 | 14 | 14 | 14 | 14 | 15 | 15 | 15 | 15 | 15 | 15 |

## Tabla de cocientes
| Posición | Equipo         | A16 | C17 | A17 | C18 | A18 | Puntos | Juegos | Dif | Cociente |
| -------- | -------------- | --- | --- | --- | --- | --- | ------ | ------ | --- | -------- |
| 1        | Zacatecas      | 33  | 32  | 23  | 28  | 32  | 148    | 78     | 50  | 1.8974   |
| 2        | Dorados        | 27  | 31  | 20  | 26  | 22  | 126    | 78     | 24  | 1.6154   |
| 3        | FC Juárez      | 22  | 28  | 26  | 15  | 35  | 126    | 78     | 22  | 1.6154   |
| 4        | Oaxaca         | 26  | 30  | 24  | 23  | 22  | 125    | 78     | 27  | 1.6026   |
| 5        | Cimarrones     | 27  | 27  | 22  | 14  | 25  | 115    | 78     | 0   | 1.4744   |
| 6        | San Luis       | -   | -   | 21  | 20  | 23  | 64     | 44     | 3   | 1.4545   |
| 7        | Celaya         | 35  | 19  | 28  | 23  | 8   | 113    | 78     | 19  | 1.4487   |
| 8        | Atlante        | 27  | 21  | 11  | 23  | 30  | 112    | 78     | 6   | 1.4359   |
| 9        | Zacatepec      | 22  | 26  | 24  | 24  | 13  | 109    | 78     | 6   | 1.3974   |
| 10       | Potros UAEM    | 29  | 28  | 13  | 11  | 17  | 98     | 78     | -4  | 1.2564   |
| 11       | Leones Negros  | 18  | 22  | 14  | 25  | 18  | 96     | 78     | -8  | 1.2307   |
| 12       | Tapachula      | 16  | 21  | 21  | 22  | 12  | 92     | 78     | -18 | 1.1795   |
| 13       | Correcaminos   | 20  | 16  | 22  | 18  | 15  | 91     | 78     | -19 | 1.1667   |
| 14       | Tampico Madero | 10  | 23  | 24  | 22  | 9   | 88     | 78     | -17 | 1.1282   |
| 15       | Venados        | 20  | 15  | 23  | 19  | 9   | 86     | 78     | -41 | 1.1026   |

|  | Último lugar en la tabla de cociente. |

 Fecha de actualización: 11 de noviembre de 2018

## Liguilla
|  | Cuartos de final                                                         | Cuartos de final                                                         | Cuartos de final                                                         | Cuartos de final                                                         | Cuartos de final                                                         |   |   | Semifinales                                                              | Semifinales                                                              | Semifinales                                                              | Semifinales                                                              | Semifinales                                                              |  |   | Final                                                         | Final                                                         | Final                                                         | Final                                                         | Final                                                         |  |
|  | 14 y 15 de noviembre de 2018 (ida) 17 y 18 de noviembre de 2018 (vuelta) | 14 y 15 de noviembre de 2018 (ida) 17 y 18 de noviembre de 2018 (vuelta) | 14 y 15 de noviembre de 2018 (ida) 17 y 18 de noviembre de 2018 (vuelta) | 14 y 15 de noviembre de 2018 (ida) 17 y 18 de noviembre de 2018 (vuelta) | 14 y 15 de noviembre de 2018 (ida) 17 y 18 de noviembre de 2018 (vuelta) |   |   | 21 y 22 de noviembre de 2018 (ida) 24 y 25 de noviembre de 2018 (vuelta) | 21 y 22 de noviembre de 2018 (ida) 24 y 25 de noviembre de 2018 (vuelta) | 21 y 22 de noviembre de 2018 (ida) 24 y 25 de noviembre de 2018 (vuelta) | 21 y 22 de noviembre de 2018 (ida) 24 y 25 de noviembre de 2018 (vuelta) | 21 y 22 de noviembre de 2018 (ida) 24 y 25 de noviembre de 2018 (vuelta) |  |   | 29 de noviembre de 2018 (ida) 2 de diciembre de 2018 (vuelta) | 29 de noviembre de 2018 (ida) 2 de diciembre de 2018 (vuelta) | 29 de noviembre de 2018 (ida) 2 de diciembre de 2018 (vuelta) | 29 de noviembre de 2018 (ida) 2 de diciembre de 2018 (vuelta) | 29 de noviembre de 2018 (ida) 2 de diciembre de 2018 (vuelta) |  |
|  |                                                                          |                                                                          |                                                                          |                                                                          |                                                                          |   |   |                                                                          |                                                                          |                                                                          |                                                                          |                                                                          |  |   |                                                               |                                                               |                                                               |                                                               |                                                               |  |
|  |                                                                          |                                                                          |                                                                          |                                                                          |                                                                          |   |   |                                                                          |                                                                          |                                                                          |                                                                          |                                                                          |  |   |                                                               |                                                               |                                                               |                                                               |                                                               |  |
|  | 3                                                                        | Atlante                                                                  | 1                                                                        | 0                                                                        | 1                                                                        |   |   |                                                                          |                                                                          |                                                                          |                                                                          |                                                                          |  |   |                                                               |                                                               |                                                               |                                                               |                                                               |  |
|  | 3                                                                        | Atlante                                                                  | 1                                                                        | 0                                                                        | 1                                                                        |   |   |                                                                          |                                                                          |                                                                          |                                                                          |                                                                          |  |   |                                                               |                                                               |                                                               |                                                               |                                                               |  |
|  | 6                                                                        | Oaxaca                                                                   | 1                                                                        | 0                                                                        | 1                                                                        |   |   |                                                                          |                                                                          |                                                                          |                                                                          |                                                                          |  |   |                                                               |                                                               |                                                               |                                                               |                                                               |  |
|  | 6                                                                        | Oaxaca                                                                   | 1                                                                        | 0                                                                        | 1                                                                        |   | 3 | Atlante                                                                  | 0                                                                        | 2                                                                        | 2                                                                        |                                                                          |  |   |                                                               |                                                               |                                                               |                                                               |                                                               |  |
|  |                                                                          |                                                                          |                                                                          |                                                                          |                                                                          |   | 3 | Atlante                                                                  | 0                                                                        | 2                                                                        | 2                                                                        |                                                                          |  |   |                                                               |                                                               |                                                               |                                                               |                                                               |  |
|  |                                                                          |                                                                          | 5                                                                        | Atlético de San Luis                                                     | 3                                                                        | 0 | 3 |                                                                          |                                                                          |                                                                          |                                                                          |                                                                          |  |   |                                                               |                                                               |                                                               |                                                               |                                                               |  |
|  | 4                                                                        | Cimarrones                                                               | 5                                                                        | Atlético de San Luis                                                     | 3                                                                        | 0 | 3 | 0                                                                        | 1                                                                        | 1                                                                        |                                                                          |                                                                          |  |   |                                                               |                                                               |                                                               |                                                               |                                                               |  |
|  | 4                                                                        | Cimarrones                                                               |                                                                          |                                                                          |                                                                          |   |   |                                                                          |                                                                          | 1                                                                        |                                                                          |                                                                          |  |   |                                                               |                                                               |                                                               |                                                               |                                                               |  |
|  | 5                                                                        | Atlético de San Luis                                                     | 0                                                                        | 3                                                                        | 3                                                                        |   |   |                                                                          |                                                                          |                                                                          |                                                                          |                                                                          |  |   |                                                               |                                                               |                                                               |                                                               |                                                               |  |
|  | 5                                                                        | Atlético de San Luis                                                     | 0                                                                        | 3                                                                        | 3                                                                        |   |   |                                                                          |                                                                          |                                                                          |                                                                          |                                                                          |  | 5 | Atlético de San Luis (t. s.)                                  | 0                                                             | 4                                                             | 4                                                             |                                                               |  |
|  |                                                                          |                                                                          |                                                                          |                                                                          |                                                                          |   |   |                                                                          |                                                                          |                                                                          |                                                                          |                                                                          |  | 5 | Atlético de San Luis (t. s.)                                  | 0                                                             | 4                                                             | 4                                                             |                                                               |  |
|  |                                                                          |                                                                          | 7                                                                        | Dorados                                                                  | 1                                                                        | 2 | 3 |                                                                          |                                                                          |                                                                          |                                                                          |                                                                          |  |   |                                                               |                                                               |                                                               |                                                               |                                                               |  |
|  | 1                                                                        | Juárez (*)                                                               | 7                                                                        | Dorados                                                                  | 1                                                                        | 2 | 3 | 1                                                                        | 1                                                                        | 2                                                                        |                                                                          |                                                                          |  |   |                                                               |                                                               |                                                               |                                                               |                                                               |  |
|  | 1                                                                        | Juárez (*)                                                               |                                                                          |                                                                          |                                                                          |   |   |                                                                          |                                                                          | 2                                                                        |                                                                          |                                                                          |  |   |                                                               |                                                               |                                                               |                                                               |                                                               |  |
|  | 8                                                                        | Leones Negros                                                            | 1                                                                        | 1                                                                        | 2                                                                        |   |   |                                                                          |                                                                          |                                                                          |                                                                          |                                                                          |  |   |                                                               |                                                               |                                                               |                                                               |                                                               |  |
|  | 8                                                                        | Leones Negros                                                            | 1                                                                        | 1                                                                        | 2                                                                        |   | 1 | Juárez                                                                   | 0                                                                        | 1                                                                        | 1                                                                        |                                                                          |  |   |                                                               |                                                               |                                                               |                                                               |                                                               |  |
|  |                                                                          |                                                                          |                                                                          |                                                                          |                                                                          |   | 1 | Juárez                                                                   | 0                                                                        | 1                                                                        | 1                                                                        |                                                                          |  |   |                                                               |                                                               |                                                               |                                                               |                                                               |  |
|  |                                                                          |                                                                          | 7                                                                        | Dorados                                                                  | 2                                                                        | 0 | 2 |                                                                          |                                                                          |                                                                          |                                                                          |                                                                          |  |   |                                                               |                                                               |                                                               |                                                               |                                                               |  |
|  | 2                                                                        | Mineros de Zacatecas                                                     | 7                                                                        | Dorados                                                                  | 2                                                                        | 0 | 2 | 0                                                                        | 0                                                                        | 0                                                                        |                                                                          |                                                                          |  |   |                                                               |                                                               |                                                               |                                                               |                                                               |  |
|  | 2                                                                        | Mineros de Zacatecas                                                     |                                                                          |                                                                          |                                                                          |   |   |                                                                          |                                                                          | 0                                                                        |                                                                          |                                                                          |  |   |                                                               |                                                               |                                                               |                                                               |                                                               |  |
|  | 7                                                                        | Dorados                                                                  | 0                                                                        | 1                                                                        | 1                                                                        |   |   |                                                                          |                                                                          |                                                                          |                                                                          |                                                                          |  |   |                                                               |                                                               |                                                               |                                                               |                                                               |  |
|  | 7                                                                        | Dorados                                                                  | 0                                                                        | 1                                                                        | 1                                                                        |   |   |                                                                          |                                                                          |                                                                          |                                                                          |                                                                          |  |   |                                                               |                                                               |                                                               |                                                               |                                                               |  |
|  |                                                                          |                                                                          |                                                                          |                                                                          |                                                                          |   |   |                                                                          |                                                                          |                                                                          |                                                                          |                                                                          |  |   |                                                               |                                                               |                                                               |                                                               |                                                               |  |

- (*) Avanzan por su posición en la tabla

### Cuartos de final

#### Juárez - Leones Negros
| 14 de noviembre, 19:00 | Leones Negros   | 1:1 (0:0) | Juárez      | Estadio Jalisco, Guadalajara                                              |                                                                           |
|                        | C. Baltazar 49' | Reporte   | 74' Carrijo | Asistencia: 13 025 espectadores Árbitro(s): Juan Andrés Esquivel González | Asistencia: 13 025 espectadores Árbitro(s): Juan Andrés Esquivel González |

| 17 de noviembre, 20:00 (UTC -7)                                                    | Juárez      | 1:1 (0:0) (Global 2:2) | Leones Negros | Estadio Olímpico Benito Juárez, Ciudad Juárez                      |                                                                    |
|                                                                                    | Carrijo 70' | Reporte                | 54' Télles    | Asistencia: 15 596 espectadores Árbitro(s): Eduardo Galván Basulto | Asistencia: 15 596 espectadores Árbitro(s): Eduardo Galván Basulto |
| Por su mejor posición en la tabla, Juárez avanza a semifinales pese a empatar 2-2. |             |                        |               |                                                                    |                                                                    |

#### Zacatecas - Dorados
| 14 de noviembre, 20:00 (UTC -7) | Dorados | 0:0     | Zacatecas | Estadio Banorte, Culiacán                                              |                                                                        |
|                                 |         | Reporte |           | Asistencia: 10 953 espectadores Árbitro(s): Edgar Ulises Rangel Araujo | Asistencia: 10 953 espectadores Árbitro(s): Edgar Ulises Rangel Araujo |

| 17 de noviembre, 16:00                                   | Zacatecas | 0:1 (0:0) (Global 0:1) | Dorados       | Estadio Carlos Vega Villalba, Zacatecas                       |                                                               |
|                                                          |           | Reporte                | 66' V. Angulo | Asistencia: 9 971 espectadores Árbitro(s): Oscar Mejía García | Asistencia: 9 971 espectadores Árbitro(s): Oscar Mejía García |
| Con marcador global de 0-1, Dorados avanza a semifinales |           |                        |               |                                                               |                                                               |

#### Atlante - Oaxaca
| 15 de noviembre, 19:00 | Oaxaca    | 1:1 (0:0) | Atlante      | Estadio Tecnológico de Oaxaca, Oaxaca                                |                                                                      |
|                        | Santos 1' | Reporte   | 38' E. Reyes | Asistencia: 3 111 espectadores Árbitro(s): Brian Omar González Véles | Asistencia: 3 111 espectadores Árbitro(s): Brian Omar González Véles |

| 18 de noviembre, 20:00 (UTC -5)                                                     | Atlante | 0:0 (Global 1:1) | Oaxaca | Estadio Olímpico Andrés Quintana Roo, Cancún                         |                                                                      |
|                                                                                     |         | Reporte          |        | Asistencia: 6 016 espectadores Árbitro(s): Jonathan Hernández Juárez | Asistencia: 6 016 espectadores Árbitro(s): Jonathan Hernández Juárez |
| Por su mejor posición en la tabla, Atlante avanza a semifinales pese a empatar 1-1. |         |                  |        |                                                                      |                                                                      |

#### Cimarrones - San Luis
| 15 de noviembre, 21:00 | San Luis | 0:0     | Cimarrones | Estadio Alfonso Lastras Ramírez, San Luis Potosí                      |                                                                       |
|                        |          | Reporte |            | Asistencia: 9 606 espectadores Árbitro(s): Mario Humberto Vargas Mata | Asistencia: 9 606 espectadores Árbitro(s): Mario Humberto Vargas Mata |

| 18 de noviembre, 20:00 (UTC -7)                           | Cimarrones  | 1:3 (0:2) (Global 1:3) | San Luis                                 | Estadio Héroe de Nacozari, Hermosillo                               |                                                                     |
|                                                           | Vallejo 78' | Reporte                | 5' I. González · 34' Ibáñez · 89' Pineda | Asistencia: 7 528 espectadores Árbitro(s): Alejandro Funk Villafañe | Asistencia: 7 528 espectadores Árbitro(s): Alejandro Funk Villafañe |
| Con marcador global de 1-3, San Luis avanza a semifinales |             |                        |                                          |                                                                     |                                                                     |

### Semifinales

#### Juárez - Dorados
| 21 de noviembre, 20:00 (UTC -7) | Dorados                    | 2:0 (2:0) | Juárez | Estadio Banorte, Culiacán                                              |                                                                        |
|                                 | Córdoba 12' · Sandoval 26' | Reporte   |        | Asistencia: 15 333 espectadores Árbitro(s): Mario Humberto Vargas Mata | Asistencia: 15 333 espectadores Árbitro(s): Mario Humberto Vargas Mata |

| 24 de noviembre, 18:00 (UTC -7)                        | Juárez      | 1:0 (1:0) (Global 1:2) | Dorados | Estadio Olímpico Benito Juárez, Ciudad Juárez                         |                                                                       |
|                                                        | Carrijo 38' | Reporte                |         | Asistencia: 19 203 espectadores Árbitro(s): Jonathan Hernández Juárez | Asistencia: 19 203 espectadores Árbitro(s): Jonathan Hernández Juárez |
| Con marcador global de 1–2, Dorados avanza a la final. |             |                        |         |                                                                       |                                                                       |

#### Atlante - San Luis
| 22 de noviembre, 20:00 | San Luis                                     | 3:0 (2:0) | Atlante | Estadio Alfonso Lastras Ramírez, San Luis Potosí                       |                                                                        |
|                        | Bilbao 3' · I. González 27' · J. Sánchez 73' | Reporte   |         | Asistencia: 19 010 espectadores Árbitro(s): Edgar Ulises Rangel Araujo | Asistencia: 19 010 espectadores Árbitro(s): Edgar Ulises Rangel Araujo |

| 25 de noviembre, 20:00 (UTC -5)                         | Atlante                 | 2:0 (1:0) (Global 2:3) | San Luis | Estadio Olímpico Andrés Quintana Roo, Cancún                      |                                                                   |
|                                                         | Vélez 29' · G. Ruiz 46' | Reporte                |          | Asistencia: 7 027 espectadores Árbitro(s): Eduardo Galván Basulto | Asistencia: 7 027 espectadores Árbitro(s): Eduardo Galván Basulto |
| Con marcador global de 2–3, San Luis avanza a la final. |                         |                        |          |                                                                   |                                                                   |

### Final

#### San Luis - Dorados
| 29 de noviembre, 20:00 (UTC -7) | Dorados    | 1:0 (0:0) | San Luis | Estadio Banorte, Culiacán                                              |                                                                        |
|                                 | Rivera 74' | Reporte   |          | Asistencia: 19 333 espectadores Árbitro(s): Mario Humberto Vargas Mata | Asistencia: 19 333 espectadores Árbitro(s): Mario Humberto Vargas Mata |

| 2 de diciembre, 20:30                      | San Luis                                                            | 4:2 (1:1) (t. s.)(1:0 t. s.)(Global 4:3) | Dorados                        | Estadio Alfonso Lastras Ramírez, San Luis Potosí                       |                                                                        |
|                                            | N. Ibáñez 45+2' · D. Barbosa 65' · I. González 76' · L. Torres 103' | Reporte                                  | 32' J. Córdoba · 56' E. Rivera | Asistencia: 25 624 espectadores Árbitro(s): Edgar Ulises Rangel Araujo | Asistencia: 25 624 espectadores Árbitro(s): Edgar Ulises Rangel Araujo |
| San Luis Campeón del Torneo Apertura 2018. |                                                                     |                                          |                                |                                                                        |                                                                        |

#### Final - Ida
| 23    | POR   | Gaspar Servio  |     |
| 2     | DEF   | Diego Barbosa  |     |
| 4     | DEF   | Jesús Chávez   |     |
| 30    | DEF   | Raúl Sandoval  | 87' |
| 33    | DEF   | Cristian Báez  |     |
| 6     | MED   | Fernando Arce  |     |
| 7     | MED   | Edson Rivera   |     |
| 8     | MED   | Jesús Escoboza | 82' |
| 11    | MED   | Julio Nava     |     |
| 9     | DEL   | Jorge Córdoba  | 61' |
| 10    | DEL   | Vinicio Angulo |     |
| D. T. | D. T. | Diego Maradona |     |

| 1     | POR   | Carlos Rodríguez  |     |
| 4     | DEF   | Matías Catalán    |     |
| 5     | DEF   | Mario Abrante     |     |
| 20    | DEF   | Unai Bilbao       |     |
| 21    | DEF   | Enrique López     |     |
| 2     | MED   | Juan Castro       | 76' |
| 15    | MED   | Jorge Sánchez     |     |
| 18    | MED   | Noé Maya          |     |
| 26    | MED   | Fernando Madrigal |     |
| 9     | DEL   | Nicolás Ibáñez    |     |
| 22    | DEL   | Ian González      | 69' |
| D. T. | D. T. | Alfonso Sosa      |     |

| 34 | Delantero | José García   | 61' |
| 17 | Defensa   | Juan Meza     | 82' |
| 87 | Defensa   | Víctor Torres | 87' |

| 19 | Delantero      | Diego Pineda | 69' |
| 29 | Centrocampista | Kevin Lara   | 76' |

| 74' | Edson Rivera | 1:0 |

| 78' · 80' | Fernando Arce Jesús Escoboza |

| 85' · 86' | Noé Maya Nicolás Ibáñez |

| 90+1' | Diego Maradona (D.T.) |

| Principal  | Mario Humberto Vargas Mata |
| Asistentes | Eduardo Acosta Orea        |
|            | René Ramírez Ayala         |
| Cuarto     | Brian Omar González Véles  |

|                   |   |   |
| Tiros a puerta    | 5 | 1 |
| Faltas            | 4 | 4 |
| Saques de esquina | 1 | 2 |
| Penaltis          | 0 | 0 |

| Alineación inicial |

| 23    | POR   | Gaspar Servio  |     |
| 2     | DEF   | Diego Barbosa  |     |
| 4     | DEF   | Jesús Chávez   |     |
| 30    | DEF   | Raúl Sandoval  | 87' |
| 33    | DEF   | Cristian Báez  |     |
| 6     | MED   | Fernando Arce  |     |
| 7     | MED   | Edson Rivera   |     |
| 8     | MED   | Jesús Escoboza | 82' |
| 11    | MED   | Julio Nava     |     |
| 9     | DEL   | Jorge Córdoba  | 61' |
| 10    | DEL   | Vinicio Angulo |     |
| D. T. | D. T. | Diego Maradona |     |

| 1     | POR   | Carlos Rodríguez  |     |
| 4     | DEF   | Matías Catalán    |     |
| 5     | DEF   | Mario Abrante     |     |
| 20    | DEF   | Unai Bilbao       |     |
| 21    | DEF   | Enrique López     |     |
| 2     | MED   | Juan Castro       | 76' |
| 15    | MED   | Jorge Sánchez     |     |
| 18    | MED   | Noé Maya          |     |
| 26    | MED   | Fernando Madrigal |     |
| 9     | DEL   | Nicolás Ibáñez    |     |
| 22    | DEL   | Ian González      | 69' |
| D. T. | D. T. | Alfonso Sosa      |     |

| 34 | Delantero | José García   | 61' |
| 17 | Defensa   | Juan Meza     | 82' |
| 87 | Defensa   | Víctor Torres | 87' |

| 19 | Delantero      | Diego Pineda | 69' |
| 29 | Centrocampista | Kevin Lara   | 76' |

| 74' | Edson Rivera | 1:0 |

| 78' · 80' | Fernando Arce Jesús Escoboza |

| 85' · 86' | Noé Maya Nicolás Ibáñez |

| 90+1' | Diego Maradona (D.T.) |

| Principal  | Mario Humberto Vargas Mata |
| Asistentes | Eduardo Acosta Orea        |
|            | René Ramírez Ayala         |
| Cuarto     | Brian Omar González Véles  |

|                   |   |   |
| Tiros a puerta    | 5 | 1 |
| Faltas            | 4 | 4 |
| Saques de esquina | 1 | 2 |
| Penaltis          | 0 | 0 |

| Alineación inicial |

| 23    | POR   | Gaspar Servio  |     |
| 2     | DEF   | Diego Barbosa  |     |
| 4     | DEF   | Jesús Chávez   |     |
| 30    | DEF   | Raúl Sandoval  | 87' |
| 33    | DEF   | Cristian Báez  |     |
| 6     | MED   | Fernando Arce  |     |
| 7     | MED   | Edson Rivera   |     |
| 8     | MED   | Jesús Escoboza | 82' |
| 11    | MED   | Julio Nava     |     |
| 9     | DEL   | Jorge Córdoba  | 61' |
| 10    | DEL   | Vinicio Angulo |     |
| D. T. | D. T. | Diego Maradona |     |

| 1     | POR   | Carlos Rodríguez  |     |
| 4     | DEF   | Matías Catalán    |     |
| 5     | DEF   | Mario Abrante     |     |
| 20    | DEF   | Unai Bilbao       |     |
| 21    | DEF   | Enrique López     |     |
| 2     | MED   | Juan Castro       | 76' |
| 15    | MED   | Jorge Sánchez     |     |
| 18    | MED   | Noé Maya          |     |
| 26    | MED   | Fernando Madrigal |     |
| 9     | DEL   | Nicolás Ibáñez    |     |
| 22    | DEL   | Ian González      | 69' |
| D. T. | D. T. | Alfonso Sosa      |     |

| 34 | Delantero | José García   | 61' |
| 17 | Defensa   | Juan Meza     | 82' |
| 87 | Defensa   | Víctor Torres | 87' |

| 19 | Delantero      | Diego Pineda | 69' |
| 29 | Centrocampista | Kevin Lara   | 76' |

| 74' | Edson Rivera | 1:0 |

| 78' · 80' | Fernando Arce Jesús Escoboza |

| 85' · 86' | Noé Maya Nicolás Ibáñez |

| 90+1' | Diego Maradona (D.T.) |

| Principal  | Mario Humberto Vargas Mata |
| Asistentes | Eduardo Acosta Orea        |
|            | René Ramírez Ayala         |
| Cuarto     | Brian Omar González Véles  |

|                   |   |   |
| Tiros a puerta    | 5 | 1 |
| Faltas            | 4 | 4 |
| Saques de esquina | 1 | 2 |
| Penaltis          | 0 | 0 |

| Alineación inicial |

| 23    | POR   | Gaspar Servio  |     |
| 2     | DEF   | Diego Barbosa  |     |
| 4     | DEF   | Jesús Chávez   |     |
| 30    | DEF   | Raúl Sandoval  | 87' |
| 33    | DEF   | Cristian Báez  |     |
| 6     | MED   | Fernando Arce  |     |
| 7     | MED   | Edson Rivera   |     |
| 8     | MED   | Jesús Escoboza | 82' |
| 11    | MED   | Julio Nava     |     |
| 9     | DEL   | Jorge Córdoba  | 61' |
| 10    | DEL   | Vinicio Angulo |     |
| D. T. | D. T. | Diego Maradona |     |

| 1     | POR   | Carlos Rodríguez  |     |
| 4     | DEF   | Matías Catalán    |     |
| 5     | DEF   | Mario Abrante     |     |
| 20    | DEF   | Unai Bilbao       |     |
| 21    | DEF   | Enrique López     |     |
| 2     | MED   | Juan Castro       | 76' |
| 15    | MED   | Jorge Sánchez     |     |
| 18    | MED   | Noé Maya          |     |
| 26    | MED   | Fernando Madrigal |     |
| 9     | DEL   | Nicolás Ibáñez    |     |
| 22    | DEL   | Ian González      | 69' |
| D. T. | D. T. | Alfonso Sosa      |     |

| 34 | Delantero | José García   | 61' |
| 17 | Defensa   | Juan Meza     | 82' |
| 87 | Defensa   | Víctor Torres | 87' |

| 19 | Delantero      | Diego Pineda | 69' |
| 29 | Centrocampista | Kevin Lara   | 76' |

| 74' | Edson Rivera | 1:0 |

| 78' · 80' | Fernando Arce Jesús Escoboza |

| 85' · 86' | Noé Maya Nicolás Ibáñez |

| 90+1' | Diego Maradona (D.T.) |

| Principal  | Mario Humberto Vargas Mata |
| Asistentes | Eduardo Acosta Orea        |
|            | René Ramírez Ayala         |
| Cuarto     | Brian Omar González Véles  |

|                   |   |   |
| Tiros a puerta    | 5 | 1 |
| Faltas            | 4 | 4 |
| Saques de esquina | 1 | 2 |
| Penaltis          | 0 | 0 |

| Alineación inicial |

#### Final - Vuelta
| 1     | POR   | Carlos Rodríguez  |      |
| 4     | DEF   | Matías Catalán    |      |
| 5     | DEF   | Mario Abrante     |      |
| 20    | DEF   | Unai Bilbao       |      |
| 21    | DEF   | Enrique López     |      |
| 2     | MED   | Juan Castro       | 60'  |
| 15    | MED   | Jorge Sánchez     |      |
| 18    | MED   | Noé Maya          | 60'  |
| 26    | MED   | Fernando Madrigal |      |
| 9     | DEL   | Nicolás Ibáñez    |      |
| 22    | DEL   | Ian González      | 100' |
| D. T. | D. T. | Alfonso Sosa      |      |

| 23    | POR   | Gaspar Servio  |     |
| 2     | DEF   | Diego Barbosa  |     |
| 4     | DEF   | Jesús Chávez   |     |
| 30    | DEF   | Raúl Sandoval  |     |
| 33    | DEF   | Cristian Báez  |     |
| 6     | MED   | Fernando Arce  |     |
| 7     | MED   | Edson Rivera   | 89' |
| 8     | MED   | Jesús Escoboza | 88' |
| 11    | MED   | Julio Nava     |     |
| 9     | DEL   | Jorge Córdoba  | 67' |
| 10    | DEL   | Vinicio Angulo |     |
| D. T. | D. T. | Luis Islas     |     |

| 10 | Centrocampista | Leandro Torres | 60'  |
| 11 | Centrocampista | Marcos Astina  | 60'  |
| 19 | Delantero      | Diego Pineda   | 100' |

| 5  | Centrocampista | Luis Jerez     | 67' |
| 17 | Defensa        | Juan Meza      | 88' |
| 27 | Delantero      | Facundo Juárez | 89' |

| 45+2' · 65' · 76' · 103' | Nicolás Ibáñez Diego Barbosa Ian González Leandro Torres | 1:1 2:2 3:2 4:2 |

| 32' · 56' | Jorge Córdoba Edson Rivera | 0:1 1:2 |

| 64' · 69' · 77' · 90' | Jorge Sánchez Unai Bilbao Marcos Astina Carlos Rodríguez |

| 45' · 90' | Gaspar Servio Fernando Arce |

| Principal  | Edgar Ulises Rangel Araujo       |
| Asistentes | Enrique Martìnez Sandoval        |
|            | Marco Antonio Bisguerra Mendiola |
| Cuarto     | Juan Andrés Esquivel González    |

|                   |   |   |
| Saques de esquina | 3 | 1 |
| Fueras de juego   | 3 | 6 |

| Alineación inicial |

| 1     | POR   | Carlos Rodríguez  |      |
| 4     | DEF   | Matías Catalán    |      |
| 5     | DEF   | Mario Abrante     |      |
| 20    | DEF   | Unai Bilbao       |      |
| 21    | DEF   | Enrique López     |      |
| 2     | MED   | Juan Castro       | 60'  |
| 15    | MED   | Jorge Sánchez     |      |
| 18    | MED   | Noé Maya          | 60'  |
| 26    | MED   | Fernando Madrigal |      |
| 9     | DEL   | Nicolás Ibáñez    |      |
| 22    | DEL   | Ian González      | 100' |
| D. T. | D. T. | Alfonso Sosa      |      |

| 23    | POR   | Gaspar Servio  |     |
| 2     | DEF   | Diego Barbosa  |     |
| 4     | DEF   | Jesús Chávez   |     |
| 30    | DEF   | Raúl Sandoval  |     |
| 33    | DEF   | Cristian Báez  |     |
| 6     | MED   | Fernando Arce  |     |
| 7     | MED   | Edson Rivera   | 89' |
| 8     | MED   | Jesús Escoboza | 88' |
| 11    | MED   | Julio Nava     |     |
| 9     | DEL   | Jorge Córdoba  | 67' |
| 10    | DEL   | Vinicio Angulo |     |
| D. T. | D. T. | Luis Islas     |     |

| 10 | Centrocampista | Leandro Torres | 60'  |
| 11 | Centrocampista | Marcos Astina  | 60'  |
| 19 | Delantero      | Diego Pineda   | 100' |

| 5  | Centrocampista | Luis Jerez     | 67' |
| 17 | Defensa        | Juan Meza      | 88' |
| 27 | Delantero      | Facundo Juárez | 89' |

| 45+2' · 65' · 76' · 103' | Nicolás Ibáñez Diego Barbosa Ian González Leandro Torres | 1:1 2:2 3:2 4:2 |

| 32' · 56' | Jorge Córdoba Edson Rivera | 0:1 1:2 |

| 64' · 69' · 77' · 90' | Jorge Sánchez Unai Bilbao Marcos Astina Carlos Rodríguez |

| 45' · 90' | Gaspar Servio Fernando Arce |

| Principal  | Edgar Ulises Rangel Araujo       |
| Asistentes | Enrique Martìnez Sandoval        |
|            | Marco Antonio Bisguerra Mendiola |
| Cuarto     | Juan Andrés Esquivel González    |

|                   |   |   |
| Saques de esquina | 3 | 1 |
| Fueras de juego   | 3 | 6 |

| Alineación inicial |

| 1     | POR   | Carlos Rodríguez  |      |
| 4     | DEF   | Matías Catalán    |      |
| 5     | DEF   | Mario Abrante     |      |
| 20    | DEF   | Unai Bilbao       |      |
| 21    | DEF   | Enrique López     |      |
| 2     | MED   | Juan Castro       | 60'  |
| 15    | MED   | Jorge Sánchez     |      |
| 18    | MED   | Noé Maya          | 60'  |
| 26    | MED   | Fernando Madrigal |      |
| 9     | DEL   | Nicolás Ibáñez    |      |
| 22    | DEL   | Ian González      | 100' |
| D. T. | D. T. | Alfonso Sosa      |      |

| 23    | POR   | Gaspar Servio  |     |
| 2     | DEF   | Diego Barbosa  |     |
| 4     | DEF   | Jesús Chávez   |     |
| 30    | DEF   | Raúl Sandoval  |     |
| 33    | DEF   | Cristian Báez  |     |
| 6     | MED   | Fernando Arce  |     |
| 7     | MED   | Edson Rivera   | 89' |
| 8     | MED   | Jesús Escoboza | 88' |
| 11    | MED   | Julio Nava     |     |
| 9     | DEL   | Jorge Córdoba  | 67' |
| 10    | DEL   | Vinicio Angulo |     |
| D. T. | D. T. | Luis Islas     |     |

| 10 | Centrocampista | Leandro Torres | 60'  |
| 11 | Centrocampista | Marcos Astina  | 60'  |
| 19 | Delantero      | Diego Pineda   | 100' |

| 5  | Centrocampista | Luis Jerez     | 67' |
| 17 | Defensa        | Juan Meza      | 88' |
| 27 | Delantero      | Facundo Juárez | 89' |

| 45+2' · 65' · 76' · 103' | Nicolás Ibáñez Diego Barbosa Ian González Leandro Torres | 1:1 2:2 3:2 4:2 |

| 32' · 56' | Jorge Córdoba Edson Rivera | 0:1 1:2 |

| 64' · 69' · 77' · 90' | Jorge Sánchez Unai Bilbao Marcos Astina Carlos Rodríguez |

| 45' · 90' | Gaspar Servio Fernando Arce |

| Principal  | Edgar Ulises Rangel Araujo       |
| Asistentes | Enrique Martìnez Sandoval        |
|            | Marco Antonio Bisguerra Mendiola |
| Cuarto     | Juan Andrés Esquivel González    |

|                   |   |   |
| Saques de esquina | 3 | 1 |
| Fueras de juego   | 3 | 6 |

| Alineación inicial |

| 1     | POR   | Carlos Rodríguez  |      |
| 4     | DEF   | Matías Catalán    |      |
| 5     | DEF   | Mario Abrante     |      |
| 20    | DEF   | Unai Bilbao       |      |
| 21    | DEF   | Enrique López     |      |
| 2     | MED   | Juan Castro       | 60'  |
| 15    | MED   | Jorge Sánchez     |      |
| 18    | MED   | Noé Maya          | 60'  |
| 26    | MED   | Fernando Madrigal |      |
| 9     | DEL   | Nicolás Ibáñez    |      |
| 22    | DEL   | Ian González      | 100' |
| D. T. | D. T. | Alfonso Sosa      |      |

| 23    | POR   | Gaspar Servio  |     |
| 2     | DEF   | Diego Barbosa  |     |
| 4     | DEF   | Jesús Chávez   |     |
| 30    | DEF   | Raúl Sandoval  |     |
| 33    | DEF   | Cristian Báez  |     |
| 6     | MED   | Fernando Arce  |     |
| 7     | MED   | Edson Rivera   | 89' |
| 8     | MED   | Jesús Escoboza | 88' |
| 11    | MED   | Julio Nava     |     |
| 9     | DEL   | Jorge Córdoba  | 67' |
| 10    | DEL   | Vinicio Angulo |     |
| D. T. | D. T. | Luis Islas     |     |

| 10 | Centrocampista | Leandro Torres | 60'  |
| 11 | Centrocampista | Marcos Astina  | 60'  |
| 19 | Delantero      | Diego Pineda   | 100' |

| 5  | Centrocampista | Luis Jerez     | 67' |
| 17 | Defensa        | Juan Meza      | 88' |
| 27 | Delantero      | Facundo Juárez | 89' |

| 45+2' · 65' · 76' · 103' | Nicolás Ibáñez Diego Barbosa Ian González Leandro Torres | 1:1 2:2 3:2 4:2 |

| 32' · 56' | Jorge Córdoba Edson Rivera | 0:1 1:2 |

| 64' · 69' · 77' · 90' | Jorge Sánchez Unai Bilbao Marcos Astina Carlos Rodríguez |

| 45' · 90' | Gaspar Servio Fernando Arce |

| Principal  | Edgar Ulises Rangel Araujo       |
| Asistentes | Enrique Martìnez Sandoval        |
|            | Marco Antonio Bisguerra Mendiola |
| Cuarto     | Juan Andrés Esquivel González    |

|                   |   |   |
| Saques de esquina | 3 | 1 |
| Fueras de juego   | 3 | 6 |

| Alineación inicial |

| Campeón Apertura 2018 |
| --------------------- |
|                       |
| San Luis              |
| 1.er Título           |

## Estadísticas

### Clasificación juego limpio
- Datos según la página oficial.
- Fecha de actualización: 11 de noviembre de 2018

| Lugar                                | Club                                 |          |          |          | Puntos   |
| ------------------------------------ | ------------------------------------ | -------- | -------- | -------- | -------- |
| 1                                    | Zacatepec                            | 25       | 0        | 0        | 25       |
| 2                                    | Correcaminos                         | 29       | 0        | 1        | 32       |
| 3                                    | Zacatecas                            | 29       | 0        | 1        | 32       |
| 4                                    | Potros UAEM                          | 27       | 0        | 3        | 36       |
| 5                                    | FC Juárez                            | 27       | 0        | 3        | 36       |
| 6                                    | Tapachula                            | 27       | 0        | 3        | 36       |
| 7                                    | San Luis                             | 34       | 0        | 1        | 37       |
| 8                                    | Leones Negros                        | 29       | 0        | 3        | 38       |
| 9                                    | Oaxaca                               | 34       | 0        | 2        | 40       |
| 10                                   | Celaya                               | 31       | 0        | 3        | 40       |
| 11                                   | Cimarrones                           | 34       | 0        | 3        | 43       |
| 12                                   | Tampico Madero                       | 35       | 0        | 3        | 44       |
| 13                                   | Atlante                              | 37       | 0        | 4        | 49       |
| 14                                   | Dorados                              | 42       | 0        | 3        | 51       |
| 15                                   | Venados                              | 39       | 0        | 8        | 63       |
| Primera Tarjeta Amarilla             | Primera Tarjeta Amarilla             | 1 punto  | 1 punto  | 1 punto  | 1 punto  |
| Segunda Tarjeta Amarilla y Expulsión | Segunda Tarjeta Amarilla y Expulsión | 3 puntos | 3 puntos | 3 puntos | 3 puntos |
| Tarjeta Roja Directa                 | Tarjeta Roja Directa                 | 3 puntos | 3 puntos | 3 puntos | 3 puntos |

### Máximos goleadores
Lista con los máximos goleadores del torneo.
- Datos según la página oficial.

Fecha de actualización: 11 de noviembre de 2018
| Posición | Jugador                    | Club          | Goles | Min. | Frec.      |
| -------- | -------------------------- | ------------- | ----- | ---- | ---------- |
| 1.º      | Roberto Nurse              | Zacatecas     | 8     | 1156 | 144.50 min |
| =        | Nicolás Ibáñez             | San Luis      | 8     | 1256 | 157.00 min |
| 3.º      | Guillermo Martínez         | Zacatecas     | 7     | 295  | 42.14 min  |
| 4.º      | Lizandro Adrián Echeverría | Atlante       | 7     | 828  | 118.29 min |
| 5.º      | Fernando Fabián Fernández  | Atlante       | 7     | 1043 | 149.00 min |
| 6.º      | Miguel Ángel Vallejo       | Cimarrones    | 7     | 1205 | 172.14 min |
| 7.º      | Luciano Nequecaur          | Oaxaca        | 7     | 1129 | 161.29 min |
| 8.º      | Vinicio César Angulo       | Dorados       | 7     | 1233 | 176.14 min |
| 9.º      | Leandro Carrijo            | FC Juárez     | 6     | 783  | 130.50 min |
| 10.º     | Gabriel Hachen             | FC Juárez     | 6     | 1099 | 183.17 min |
| 11.º     | Jorlian Abdiel Sánchez     | Leones Negros | 6     | 892  | 148.67 min |

#### Tripletes o más
| Jugador        | Local   | Resultado | Visita    | Goles       | Fecha            | Jornada |
| -------------- | ------- | --------- | --------- | ----------- | ---------------- | ------- |
| Vinicio Angulo | Dorados | 4 - 1     | Tapachula | 59' 61' 75' | 17 de septiembre | 8       |

### Máximos asistentes
Lista con los máximos asistentes del torneo
- Datos según el Twitter oficial y la página oficial.

Fecha de actualización: 11 de noviembre de 2018
| Pos. | Jugador             | Equipo        | Asistencia | Minutos |
| ---- | ------------------- | ------------- | ---------- | ------- |
| 1°   | Francisco Rivera    | Zacatecas     | 5          | 1012    |
| 2°   | Gabriel Hachen      | Juárez        | 4          | 1099    |
| 3°   | David Salazar       | Atlante       | 4          | 1065    |
| 4°   | Julio Nava          | Dorados       | 4          | 1154    |
| 5°   | Mauro Fernández     | Juárez        | 4          | 1134    |
| 6°   | Diego Diellos       | Tapachula     | 4          | 630     |
| 7°   | José Ramírez        | Zacatecas     | 4          | 1260    |
| 8°   | Lizandro Echeverría | Atlante       | 3          | 828     |
| 9°   | Daniel Amador       | Leones Negros | 3          | 472     |
| 10°  | Sergio Vergara      | Zacatecas     | 3          | 495     |

## Asistencia
Lista con la asistencia de los partidos y equipos Ascenso Bancomer MX. 
- Datos según la página oficial de la competición.

Fecha de actualización: 11 de noviembre de 2018

### Por jornada
| 1  | 37,406  | 5,343 | 25.81%  | San Luis vs Zacatecas (11,271)          | Potros UAEM vs Tapachula (1,154)     | Jornada 1  |
| 2  | 28,359  | 4,051 | 17.43%  | Tampico Madero vs San Luis (7,461)      | Atlante vs Correcaminos (2,126)      | Jornada 2  |
| 3  | 39,822  | 5,688 | 25.83%  | San Luis vs Venados (10,245)            | Potros UAEM vs Leones Negros (1,385) | Jornada 3  |
| 4  | 37,712  | 5,387 | 23.31%  | Tapachula vs Atlante (10,127)           | Oaxaca vs Correcaminos (1,071)       | Jornada 4  |
| 5  | 28,336  | 4,048 | 19.36%  | FC Juárez vs Tampico Madero (9,363)     | Atlante vs Oaxaca (2,210)            | Jornada 5  |
| 6  | 24,389  | 3,484 | 15.10%  | Tampico Madero vs Potros UAEM (5,269)   | Oaxaca vs Tapachula (1,507)          | Jornada 6  |
| 7  | 27,862  | 3,980 | 19.73%  | FC Juárez vs San Luis (7,822)           | Zacatepec vs Oaxaca (2,392)          | Jornada 7  |
| 8  | 37,352  | 5,336 | 20.96%  | Tampico Madero vs Correcaminos (10,200) | Celaya vs FC Juárez (1,231)          | Jornada 8  |
| 9  | 27,204  | 3,886 | 21.26%  | Oaxaca vs Dorados (8,220)               | Potros UAEM vs Celaya (2,131)        | Jornada 9  |
| 10 | 43,292  | 6,184 | 30.29%  | San Luis vs Correcaminos (10,124)       | Venados vs Atlante (3,093)           | Jornada 10 |
| 11 | 28,023  | 4,003 | 16.26%  | Zacatepec vs Dorados (8,551)            | Oaxaca vs Tampico Madero (1,457)     | Jornada 11 |
| 12 | 35,489  | 5,069 | 22.83%  | Zacatecas vs Dorados (10,124)           | Celaya vs Atlante (1,300)            | Jornada 12 |
| 13 | 22,792  | 3,256 | 14.13%  | Dorados vs Tampico Madero (8,223)       | Correcaminos vs FC Juárez (1,297)    | Jornada 13 |
| 14 | 39,383  | 5,626 | 25.46%  | FC Juárez vs Atlante (11,314)           | Celaya vs Oaxaca (886)               | Jornada 14 |
| 15 | 35,224  | 5,032 | 21.30%  | Leones Negros vs Celaya (10,114)        | Zacatepec vs Tampico Madero (1,612)  | Jornada 15 |
| F  | 492,645 | 4,692 | 23.63 % | FC Juárez vs Atlante (11,314)           | Celaya vs Oaxaca (886)               | -          |

### Por equipos
| Pos   | Equipo         | Total   | Media | Más alta | Más baja | % de Ocupación |
| ----- | -------------- | ------- | ----- | -------- | -------- | -------------- |
| 1     | San Luis       | 63,185  | 9,026 | 11,271   | 5,610    | 35.11%         |
| 2     | Juárez         | 60,612  | 8,659 | 11,314   | 6,952    | 43.95%         |
| 3     | Dorados        | 44,748  | 7,458 | 10,133   | 3,243    | 37.09%         |
| 4     | Leones Negros  | 38,147  | 5,450 | 10,114   | 4,011    | 9.90%          |
| 5     | Tampico Madero | 32,518  | 5,420 | 10,200   | 3,153    | 27.56%         |
| 6     | Zacatecas      | 35,333  | 5,048 | 10,124   | 3,557    | 25.15%         |
| 7     | Cimarrones     | 29,220  | 4,174 | 6,205    | 2,859    | 22.27%         |
| 8     | Venados        | 27,240  | 3,891 | 9,754    | 1,876    | 25.79%         |
| 9     | Tapachula      | 26,645  | 3,806 | 10,127   | 1,322    | 21.13%         |
| 10    | Zacatepec      | 28,677  | 3,585 | 8,551    | 1,612    | 14.74%         |
| 11    | Correcaminos   | 28,344  | 3,543 | 4,883    | 1,297    | 33.68%         |
| 12    | Atlante        | 20,526  | 3,421 | 4,907    | 2,126    | 19.79%         |
| 13    | Oaxaca         | 17,103  | 2,851 | 8,220    | 1,071    | 19.53%         |
| 14    | Celaya         | 21,186  | 2,648 | 6,920    | 886      | 11.42%         |
| 15    | Potros UAEM    | 19,161  | 2,395 | 4,124    | 1,154    | 7.35%          |
| Total | Total          | 492,645 | 4,692 | 11,314   | 886      | 23.63%         |